# France Truffaut
France Truffaut (Luik, 26 juni 1926 - 5 april 2014) was een Belgisch socialistisch politica. 

## Levensloop
Zij was de dochter van de socialistische politicus Georges Truffaut, lid van de Kamer van volksvertegenwoordigers, schepen van Luik en ging tijdens de Tweede Wereldoorlog naar het Verenigd Koninkrijk om er de eerste Belgische troepen te organiseren, waar hij in 1942 overleed ten gevolge van een ongeval bij het oefenen van granaatwerpen.
In het Queen Mary's College van Londen behaalde ze het diploma geschiedenis, waarna ze licentiaat in de geschiedenis werd aan de Universiteit van Luik. Daarna werd ze leerkracht geschiedenis aan het lyceum Léonie de Waha, vervolgens het atheneum van Luik en daarna aan de normaalschool van Luik.
Truffaut engageerde zich snel in de Waalse Beweging, waarin haar vader ook actief was. Ook werd ze vakbondsafgevaardigde bij deFGTB en werd ze politiek actief voor de PSB en vervolgens de PS.
Ze was zeer actief betrokken bij de algemene staking van 1960-1961 uit protest tegen de Eenheidswet van de Regering-G. Eyskens III en organiseerde enkele stakingen in het onderwijs. Ook nam ze deel aan heel wat manifestaties tegen deze wet, zoals de gewelddadige
betoging bij het station Luik-Guillemins.
Tijdens deze stakingsperiode werd ze als Waals militant ook actief bij het Mouvement populaire wallon en werd door voorzitter André Renard benoemd tot ondervoorzitster van de beweging. Ook nam ze actief deel aan het Waals Petitionnement. Nadat de PSB in 1964 de onverenigbaarheid uitriep tussen het lidmaatschap van de partij en van het Mouvement populaire wallon, verliet Truffaut echter de beweging en koos voor het lidmaatschap van haar partij.
In 1985 werd ze door de PS gecoöpteerd in de Belgische Senaat en bleef er zetelen tot in 1991. Daarna werd ze terug actief als historica en schreef onder meer een biografie over haar vader.